# Frederic Lewy
Frederic Lewy, nato Friedrich Heinrich Lewy (Berlino, 28 gennaio 1885 – Haverford, 5 ottobre 1950), è stato un neurologo tedesco.
Egli è conosciuto in particolare per la sua scoperta dei corpi di Lewy che sono un'indicazione caratteristica della malattia di Parkinson e della demenza con i corpi di Lewy, come la sindrome di Hallervorden-Spatz.